# Schoutbynacht
Schoutbynacht (nederländska schout-bij-nacht) är den lägsta flaggmansgraden i en del flottor.

## Användning
Titeln härstammar från Nederländerna, inom vars marin den ännu förekommer och har rang mellan viceamiral (Vice-Admiraal) och kommendör (Commandeur). I Sverige användes den sedan 1600-talets senare del och motsvarade vad som sedan 1771 kallats konteramiral. I Ryssland användes den 1720–1740 med samma betydelse.

## Etymologi
En schout-bij-nacht (egentligen "uppsyningsman under natten") var ursprungligen den officer på ett skepp som hade befälet under natten när kaptenen inte var vaken. Titeln kom senare att användas för den amiralsperson i en flottilj som hade att hålla utkik bakåt (motsvarande engelskans Rear Admiral). Enligt SAOB:s förklaring "ålåg [det] ofta yngste amiralen inom en seglande linjeflotta att svara för flottans ledning o. bevakning vid nattlig förflyttning".